# Lita'im

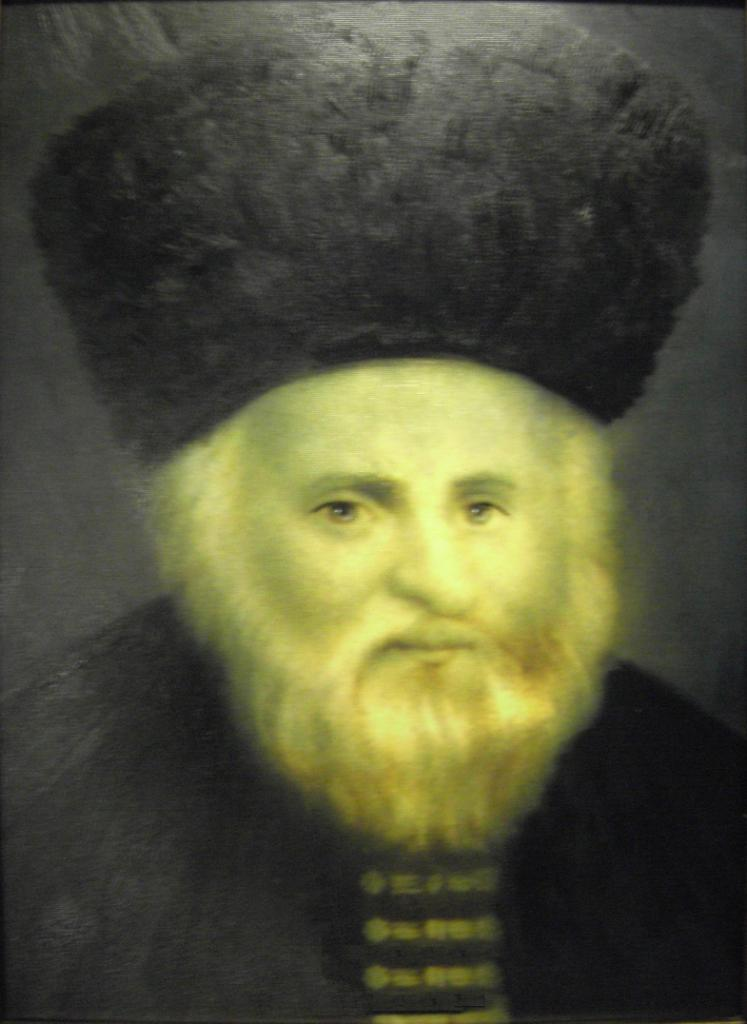
Ga'on z Vilna

Lita'im (hebrejsky ליטאים‎ je původně označení historické židovské komunity v Litvě (viz Litevští Židé), dnes však obvykle výrazy „lita“ nebo „lita'i“ označují příslušníky nechasidského charedim judaismu, k němuž se mohou počítat také někteří sefardští charedim.
V době vzniku Státu Izrael předními představiteli lita judaismu byli Avraham Ješajahu Karelitz (Chazon Iš) a rabi Jicchak Zev Halevi Solovejčik. Později to byl také rabi El'azar Menachem Man Šach a po smrti rabiho Josefa Šaloma Eliašiva je v současné době lídrem komunity rabi Jacob Israel Kanievsky.

## Charakteristika
Pro komunitu lita'im je charakteristický silný konzervatismus a odpor vůči významným změnám židovských tradic. Současnou tradici lita zavedl Ga'on z Vilna a jeho žáci, kteří silně oponovali chasidskému hnutí iniciovaného Ba'al Šem Tovem. Litevští charedim již od svého vzniku bojovali proti židovskému osvícenství (haskala) a sionismu, které chápou jako rozpor s Tórou a s tisíciletými židovskými tradicemi.
V současnosti lita'im, přestože a priori nesouhlasí se vznikem Státu Izrael, připouštějí, že není možné vrátit se zpět a že je nutné podílet se na politickém životě státu, účastnit se voleb a vlády a prosadit změny uvnitř izraelských institucí a státu v duchovním smyslu. Litevský judaismus podobně jako ostatní proudy charedského judaismu tvrdí, že jediný zákon, kterým se má řídit židovská společnost, je Boží zákon, tak jak je stanoven v Tóře, ve své praktické halachické podobě.
Ačkoli se lita'im již od počátku staví silně proti chasidismu, v posledních letech se konflikt s chasidy utlumil natolik, že lita'im v izraelských volbách kandidovali v rámci jedné politické strany (Degel ha-Tora) s některými chasidskými hnutími, jako je např. Beltz.